# Good & Evil
Good & Evil  è una serie televisiva statunitense in 6 episodi trasmessi per la prima volta nel corso di una sola stagione nel 1991. Altri cinque episodi furono prodotti ma non trasmessi causa cancellazione da parte della ABC
È una sitcom incentrata sulle vicende di due sorelle, una erede dell'impero dell'industria cosmetica di famiglia, l'altra una scienziata di fama mondiale, e sulla gelosia che intercorre tra loro che porta a inganni e sotterfugi vari. Teri Garr interpreta la sorella "maligna" Denise Sandler, Margaret Whitton la sorella "buona" Genevieve ("Genny").
L'inettitudine di George, un personaggio della serie non vedente, che, nel tentativo di esplorare ciò che lo circonda, spesso distrugge o danneggia tutto con il suo bastone bianco, portò al picchettaggio degli uffici della ABC da parte dei membri della Federazione Nazionale dei Ciechi statunitense.

## Personaggi e interpreti
- Denise Sandler (6 episodi, 1991), interpretata da Teri Garr.
- Genevieve (6 episodi, 1991), interpretata da Margaret Whitton.
- George (6 episodi, 1991), interpretato da Mark Blankfield.
- Dottor Eric Haan (6 episodi, 1991), interpretato da Lane Davies.
- Mary (6 episodi, 1991), interpretata da Mary Gillis.
- David (6 episodi, 1991), interpretato da Seth Green.
- Roger (6 episodi, 1991), interpretato da Sherman Howard.
- Caroline (6 episodi, 1991), interpretata da Brooke Theiss.
- Charlotte Sandler (6 episodi, 1991), interpretata da Marian Seldes.
- Ronald (6 episodi, 1991), interpretato da Marius Weyers.
- Harlan Shell (6 episodi, 1991), interpretato da Lane Smith.
- Sonny (6 episodi, 1991), interpretato da William Shockley.

## Produzione
La serie, ideata da Susan Harris, fu prodotta da Touchstone Television Tra i registi della serie è accreditato Terry Hughes (6 episodi, 1991).

### Sceneggiatori
Tra gli sceneggiatori della serie sono accreditati:
- Bill Bryan in 2 episodi (1991)
- Valerie Curtin in 2 episodi (1991)
- Tom Straw in 2 episodi (1991)
- Bob Underwood in 2 episodi (1991)
- Susan Harris in un episodio (1991)

## Distribuzione
La serie fu trasmessa negli Stati Uniti dal 25 settembre 1991 al 30 ottobre 1991 sulla rete televisiva ABC. In Italia è stata trasmessa su RaiUno con il titolo Good & Evil.

## Episodi
| Stagione       | Episodi | Prima TV USA |
| -------------- | ------- | ------------ |
| Prima stagione | 6       | 1991         |